# Banharn Silpa-archa
Banharn Silpa-Archa (en tailandès: บรรหาร ศิลปอาชา) és un polític tailandès que va ser Primer Ministre de Tailàndia, entre el 13 de juliol de 1995 i el 24 de novembre de 1996.

## Biografia
Ha estat un veterà membre de l'Assemblea Nacional des de 1976, com a representant triat per la província de Suphanburi. Sempre ha obtingut resultats electorals de més del 60% de vots a la seva província, i des de 1994 ha estat el líder del partit de l'oposició, Partit de la Nació Tai, una de les més antigues formacions polítiques del país que va guanyar les eleccions generals tailandeses de 1995.

### Primer ministre
El Partit de la Nació Tai va formar un govern de coalició, però els nombrosos escàndols de corrupció de la seva administració el va fer dimitir Es creu que la seva efímera però inepta administració va obrir el camí per a la crisi econòmica de 1997.